# Harry Defesche

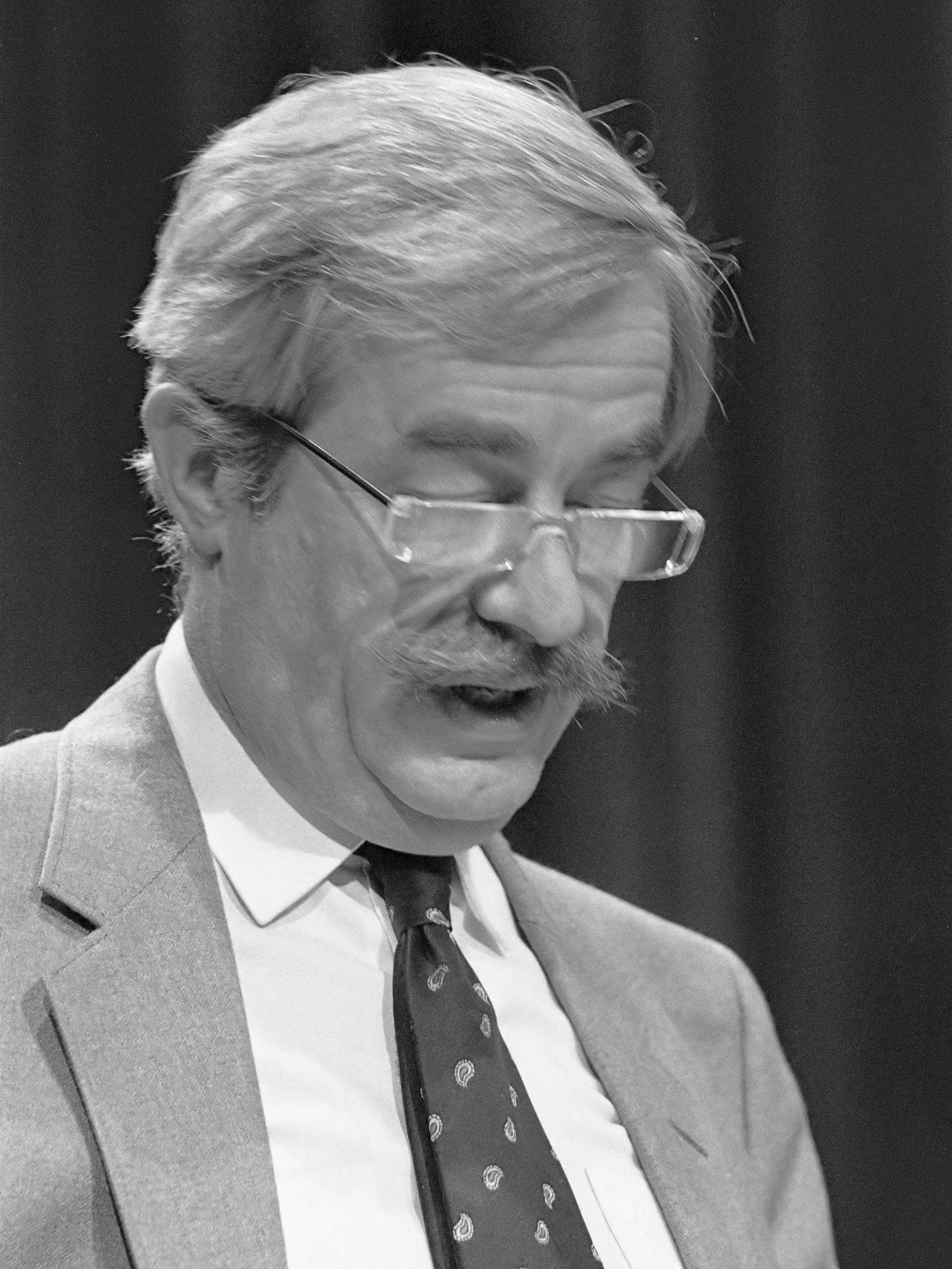
Harry Defesche (1983)

Harrie Jan Marie (Harry) Defesche (Maastricht, 25 juli 1931) is een Nederlands politicus van de KVP en later het CDA.
Zijn vader H.J. Defesche was kabinetssecretaris van de commissaris van de Koningin in Limburg. Na het gymnasium begon Harry Defesche in november 1950, een maand na het overlijden van zijn vader, zijn ambtelijke loopbaan als ambtenaar bij de Provinciale Griffie in Maastricht. In 1954 ging hij werken bij de gemeentesecretarie van Sittard waar hij het bracht tot hoofdcommies eerste klas. In 1957 ging Defesche daarnaast rechten studeren aan de en begin 1964 studeerde hij af aan de Universiteit van Amsterdam. In juni 1964 werd mr. H.J.M. Defesche benoemd tot burgemeester van Stramproy. In april 1969 volgde zijn benoeming tot burgemeester van Maasbree als opvolger van Frans Schols die burgemeester van Venray was geworden. In februari 1976 volgde hij, dit keer in Venray, opnieuw Schols op die enkele maanden eerder burgemeester van Den Haag geworden was. Defesche bleef burgemeester van Venray tot 1991 toen hij vervroegd met pensioen ging.